# Атакующий бык
Атакующий бык (англ. Charging Bull; также известен как Бык с Уолл-стрит) — 3200-килограммовая бронзовая статуя, созданная американским скульптором итальянского происхождения Артуро Ди Модика (англ. Arturo Di Modica). Расположена на севере парка Боулинг-Грин в Финансовом квартале Нью-Йорка, в двух кварталах южнее Нью-Йоркской фондовой биржи. Статуя (3,4 метра в высоту и 4,9 метров длину) изображает мощного, разъярённого, приготовившегося к атаке быка, символизирующего агрессивный финансовый оптимизм и процветание («Быками» на биржевом сленге называют трейдеров, ориентированных на подъём экономики и рост цен акций). По некоторым оценкам, около тысячи туристов приходит посмотреть на скульптуру каждый день. Атакующий бык является одним из самых популярных символов Нью-Йорка и Уолл-Стрит.
В книге «Монументы Манхэттена: Исторический гид» Дианн Дюрант так описывает скульптуру:

Бронзовый бык присел и пригнул голову, наклонился в одну сторону, все его мускулы напряжены, хвост изогнут наподобие плети, а длинные острые рога говорят о том, что не стоит связываться с таким опасным животным. Весь его вид излучает энергию и силу.

По словам Ди Модика, давшего в 1998 году интервью 'New York Daily News', эта статуя должна была стать первой в серии из пяти быков, установленных в разных городах мира. В 2010 году Ди Модик установил похожего быка в Шанхае, который получил название Шанхайский бык (англ. Bund Bull). По словам скульптора, он «краснее, моложе и сильнее» Атакующего быка, хотя и не сильно отличается от него размерами.

## Создание и установка
Ди Модика потратил 360 000 долларов, чтобы отлить и установить скульптуру вслед за крахом фондового рынка в 1987 году как символ «силы и мощи американского народа». Создание статуи было инициативой самого скульптора, а не заказом города. Это был акт уличного искусства: 15 декабря 1989 года Ди Модика на грузовике привез быка в Нижний Манхэттен и установил у подножия огромной ёлки перед Нью-Йоркской фондовой биржей как рождественский подарок жителям Нью-Йорка. В тот день полюбоваться на быка пришли толпы людей, и когда они останавливались перед монументом, Ди Модика раздавал им листовки с описанием скульптурной композиции и о причинах, побудивших его сделать этот монумент.
Полиция конфисковала установленную без разрешения властей скульптуру и убрала её с улицы. Благодаря последовавшим вслед за этим протестам общественности, Нью-Йоркский департамент парков и мест отдыха (англ. New York City Department of Parks and Recreation) установил быка двумя кварталами южнее здания биржи, на площади Боулинг-Грин, мордой к Бродвею

## Собственность
В 2004 г. Ди Модика, который по-прежнему владеет авторскими правами на свою скульптуру, объявил, что выставляет бронзового быка на продажу, с условием, что покупатель не перенесёт статую с нынешнего её места. В 2006 и 2009 годах скульптор подавал иски к ряду компаний, в том числе компании Wal-Mart, за получение незаконной выгоды путём использования изображений статуи в своих рекламных кампаниях и продажи копий быка. В 2009 году Ди Модика подал в суд на издательство Random House за использование фотографии быка на обложке книги о коллапсе финансовых подразделений Lehman Brothers.
Поскольку город Нью-Йорк не владеет статуей, она стоит на своем нынешнем месте благодаря специальному разрешению, выданному в 1989 году, тогда же было официально заявлено, что «данное местоположение памятника является временным». Существует, однако, мнение, что монумент останется здесь навсегда. Например, цитата из статьи в газете «New York Daily News» в 1998: «новое местоположение, похоже, постоянно». Или цитата из журнала Art Monthly (англ. Art Monthly): «И власти, и общественность Нью-Йорка, считают, что монумент — это постоянный элемент Нижнего Манхэттена».

## Туристическая достопримечательность
Как только скульптуру разместили в сквере Боулинг Грин, она сразу стала пользоваться большой популярностью. С тех пор она — один из самых известных и фотографируемых объектов города. Её популярность даже сравнивают со Статуей Свободы. Генри Штерн, член городской комиссии по паркам, в 1993, когда статуя впервые появилась в финансовом квартале, сказал: «Люди просто сходят с ума по быку, он полностью захватывает их воображение».
Популярность статуи носит интернациональный характер. В 2007 году газеты отмечали, что к быку никогда не заканчивается очередь туристов из Индии, Соединенного Королевства, Южной Африки, Венесуэлы и Китая, и, конечно же, из самих Соединенных Штатов. В популярном Болливудском фильме «Наступит завтра или нет» («Kal Ho Naa Ho») одна из музыкальных сцен фильма снималась на фоне быка, что увеличило его узнаваемость среди индийцев. Один из туристов, опрошенных журналистами, сказал, что именно эта статуя стала причиной его поездки.